# 戦艦「初瀬」と「八島」の撃沈

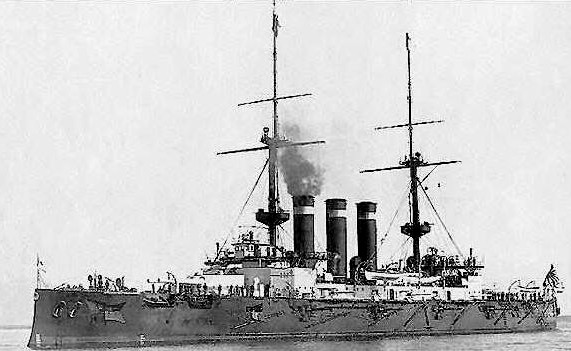
戦艦 初瀬

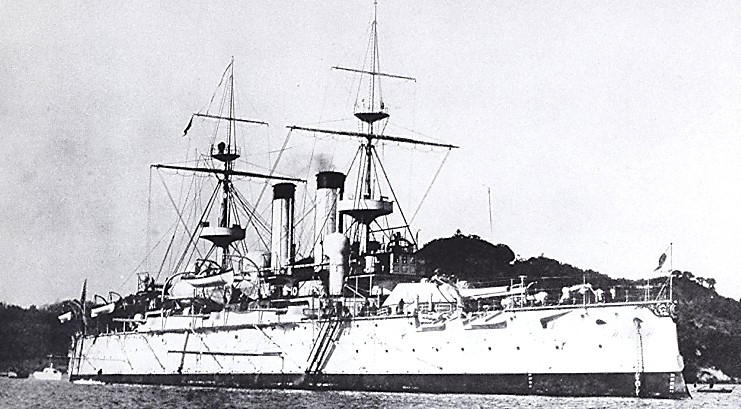
戦艦 八島（1897年撮影）

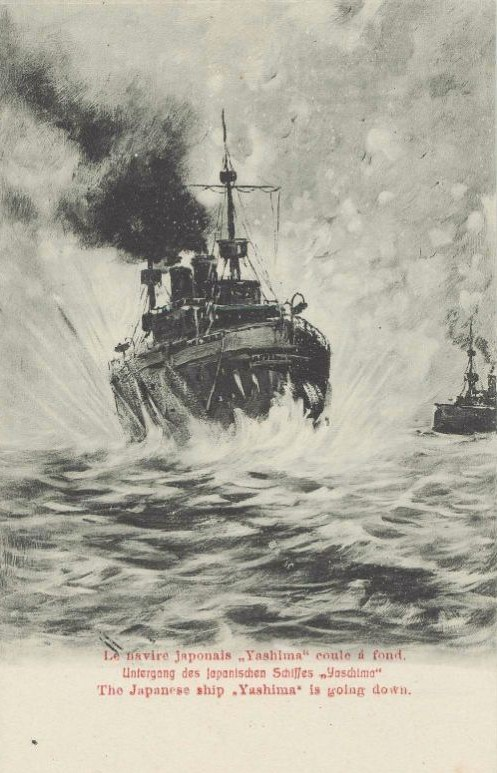
触雷した八島を描いた絵

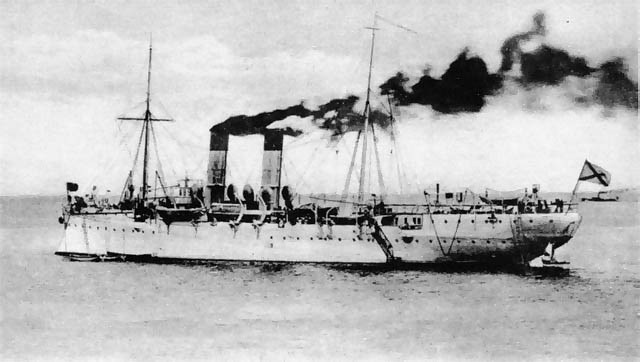
アムール

戦艦「初瀬」と「八島」の撃沈では日露戦争における旅順港閉塞作戦に従事中の1904年（明治37年）5月15日、ロシア海軍が敷設した機雷により2隻の戦艦が撃沈された出来事を書く。

## 概要
1904年（明治37年）5月15日、「初瀬」は第一戦隊司令官梨羽時起少将の旗艦として旅順港閉塞作戦に従事していた。
旅順港外の老鉄山沖を初瀬・敷島・八島・笠置・龍田等で行動中、ロシア海軍の機雷に触雷した（敷設艦アムールによる）。午前11時頃、「初瀬」は左舷艦底に触雷し、航行不能となる（舵機故障、左舷傾斜、艦後部沈下）。
当時は好天で、初瀬乗組員達は全く警戒していなかった。
続いて初瀬救援中の僚艦「八島」も触雷する（夕刻になり沈没、戦死者なし）。
「敷島」は戦場を離脱。日本側は機雷もしくは潜水艦に襲撃されたと判断していた。
救援のためかけつけた「笠置」が曳航準備をほとんど終えた午後0時33分、2回目の触雷があり「初瀬」は後部火薬庫の大爆発を起こして艦後部より沈没した。
「八島」における触雷は午前11時10分頃で、最初に触雷した「初瀬」救援のため停止してボートを降ろしている最中だった。
これにより日本海軍は当時保有していた主力戦艦6隻中2隻を失った。